# Domherrar
Domherrar (Pyrrhula) är ett släkte inom familjen finkar som idag brukar delas upp i sju arter och som har sin utbredning i palearktis och i den orientaliska regionen. För att vara finkar är de stora och kraftiga med en rund kroppsform och en kraftig näbb. Deras föda består av frön, knoppar, och bär men även späda blad, frukt och insekter. Alla arterna har en kontrastrik fjäderdräkt med svart, vitt, grått och ofta röda eller orange fjäderpartier. Alla arter har en svart lång stjärt och svarta vingpennor. Flera av arterna delas upp i underarter och av dessa behandlas vissa av domherrens taxa ibland som goda arter. 

## Arter
Idag urskiljs vanligen sju till nio arter domherrar. Taxonomin nedan följer AviList:
- Vitkindad domherre (Pyrrhula leucogenis)
- Brun domherre (Pyrrhula nipalensis)
  - "Malajdomherre" (Pyrrhula [n.] waterstradti) – urskiljs som egen art av Birdlife International
- Azordomherre (Pyrrhula murina)
- Domherre (Pyrrhula pyrrhula)
- Orange domherre (Pyrrhula aurantiaca)
- Rödhuvad domherre (Pyrrhula erythrocephala)
- Gråhuvad domherre (Pyrrhula erythaca)
- Taiwandomherre (Pyrrhula owstoni)

Ytterligare en utdöd art finns beskriven, graciosadomherren (Pyrrhula crassa).